# Isola d'Asti
Isola d'Asti là một đô thị ở tỉnh Asti vùng Piedmont thuộc Ý, nằm ở vị trí cách khoảng 45 km về phía đông nam của Torino và khoảng 8 km về phía nam của Asti. Tại thời điểm ngày 31 tháng 12 năm 2004, đô thị này có dân số 2.078 người và diện tích là 13,6 km².
Đô thị Isola d'Asti có các frazioni (các đơn vị trực thuộc, chủ yếu là các làng) Chiappa, Mongovone. Piano, Repergovà Villa.
Isola d'Asti giáp các đô thị: Antignano, Asti, Costigliole d'Asti, Mongardino, Montegrosso d'Asti, Revigliasco d'Asti và Vigliano d'Asti.

## Notable Isolani
- Angelo Sodano (born 1927), cardinal.